# Казанський Денис Вікторович
Денис Вікторович Казанський (нар. 10 лютого 1984, Донецьк, Українська РСР) — український блогер, політичний оглядач та журналіст інтернет-видання «ОстроВ». Автор книги «Чорна лихоманка» (2015), та співавтор «Як Україна втрачала Донбас» (2020). Один із представників України у Тристоронній контактній групі з мирного врегулювання ситуації на сході України (червень 2020 — лютий 2022).

## Життєпис
Денис Казанський народився 10 лютого 1984 року в м. Донецьк. У 2006 році закінчив Донецький національний університет економіки і торгівлі ім. Туган-Барановського.

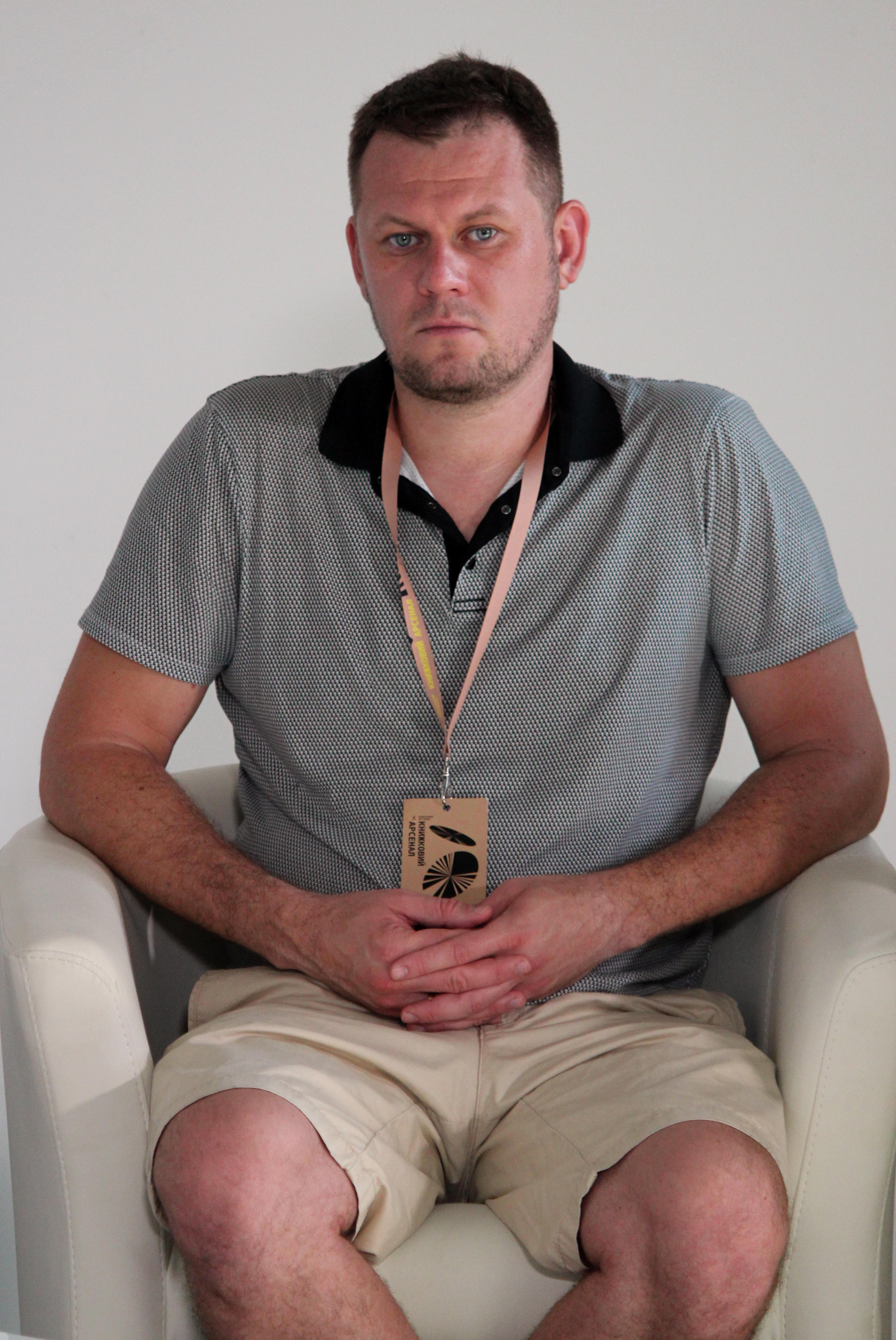
Денис Казанський на Книжковому Арсеналі 2021

З 2011 до 2014 року працював журналістом в Донецьку в інтернет-виданні «ОстроВ».
2012 року партія «УДАР» висунула Казанського на пост мера Єнакієвого. Виборчком Єнакієвого відмовився його реєструвати.

### Російсько-українська війна
2014 року у зв'язку з війною на Донбасі був вимушений покинути Донецьк. Мешкає у Києві.
14 листопада 2014 року голова СБУ Валентин Наливайченко в ефірі ток-шоу «Чорне дзеркало» озвучив пропозицію трьом блогерам, зокрема Денису Казанському, обійняти один із керівних постів у своєму відомстві.
2014 року почав писати для журналу «Український тиждень».
У березні 2015 році став головним редактором сайту «Четверта влада».
2015 року написав книгу «Чорна лихоманка» про нелегальний видобуток вугілля на Донбасі.
2016 року працював ведучим телепрограми «Блогери» на каналі 3s.tv. З 2017 року веде авторський телеграм-канал, що налічує понад 100 тисяч підписників.
Денис Казанський вів авторську програму на телеканалі «АТР» у 2017—2018 роках.
У березні 2019 року Денис Казанський відновив діяльність інтернет-видання «Східний Варіант» та став його головним редактором.
У червні 2020 року увійшов до складу Тристоронньої контактної групи з мирного врегулювання ситуації на сході України як представник Донецької області. Був кандидатом до київської міської ради 2020 року від партії Екологічна альтернатива, але партія не подолала виборчий бар'єр. 
Разом зі своєю колегою Мариною Воротинцевою опублікував книгу «Як Україна втрачала Донбас» у жовтні 2020 році.
З березня 2021 році працює на 24 Каналі.

## Визнання
У 2017 році увійшов у Топ-20 політичних блогерів України у Facebook за рейтингом Еспресо TV.

## Доробок
- Лесь Белей, Ірина Набитович, Дмитро Губенко, Олег Коцарев, Євген Манженко-Сталкер, Олександр Гаврош, Катерина Цибенко, Ілля Афанасьєв, Денис Казанський, Наталя Гуменюк, Олег Криштопа. Veni, vidi, scripsi: Світ у масштабі українського репортажу. Видавництво «Темпора». 2013. 350 ст. ISBN 9786175691618
- Денис Казанський. Чорна лихоманка: нелегальний видобуток вугiлля на Донбасi. Видавництво «Темпора». 2015. 348 ст. ISBN 9786175692158
- Денис Казанський, Марина Воротинцева. Як Україна втрачала Донбас. Видавництво «Чорна гора». 2021. 326 ст. ISBN 9786179504600

### Інтерв'ю
- Валентин Торба, Як Україні повернути Донбас [Архівовано 18 січня 2021 у Wayback Machine.] // День, 17 грудня 2020